# Adalbert von Harstall
Adalbert von Harstall, al secolo Wilhelm Adolf Heinrich Adalbert von Harstall, indicato anche come Adalbert III o Adalberto III di Harstall (Treffurt, 18 marzo 1737 – Fulda, 8 ottobre 1814), è stato un vescovo cattolico e abate tedesco.
Dal 1788 al 1802 fu principe-abate e principe-vescovo di Fulda e poi vescovo di Fulda dal 1802 al 1814

## Biografia
Adalbert era il minore dei figli del consigliere privato imperiale Hartmann Ernst von Harstall e di sua moglie, Theresia von Redwitz. Suoi padrini di battesimo furono l'allora principe abate di Fulda, Adolf von Dalberg, e il duca Guglielmo Enrico di Sassonia-Eisenach.
Intorno al 1758 entrò nell'Ordine benedettino e il 19 settembre 1761 venne ordinato sacerdote. Dal 1773 divenne membro del capitolo della cattedrale di Fulda e nel 1778 gli venne affidata la prevostura di Thulba, sulla cui chiesa eseguì importanti lavori di ristrutturazione. Il 18 novembre 1788 venne chiamato a succedere al trono episcopale e abbaziale di Fulda ed il 30 marzo 1789 ricevette l'approvazione ufficiale di papa Pio VI. Venne ufficialmente consacrato vescovo il 15 maggio 1789 dall'arcivescovo di Magonza, Karl Theodor von Dalberg. Il 27 novembre 1791, ottenne dall'imperatore Leopoldo II del Sacro Romano Impero le insegne di principe imperiale.
Il mandato di Adalberto, caratterizzato in particolare da una visione prettamente pastorale, cadde tra lo scoppio della Rivoluzione Francese e il Congresso di Vienna, in uno dei periodi più travagliati della storia europea e tedesca nello specifico. Con lui, infatti, terminò il principato episcopale di Fulda, il quale venne secolarizzato su sollecitazione di Napoleone nel 1803 dal Reichsdeputationshauptschluss. Il governo secolare passò inizialmente al principe Guglielmo V di Orange-Nassau, il quale cedette il trono al figlio, il principe Guglielmo Federico, che era genero del re di Prussia e che, dopo la sconfitta del Bonaparte, divenne re dei Paesi Bassi col nome di Guglielmo I. Adalbert von Harstall, ad ogni modo, anche privato del principato secolare, rimase vescovo di Fulda.
Nel 1810 l'area della ex diocesi entrò a far parte del dipartimento di Fulda del Granducato di Francoforte. Fu a quel punto che non ottenne più di risiedere nel palazzo episcopale, ma dovette trasferirsi al Palazzo Buseck, dall'altra parte della strada, passando poi dal 1832 presso l'abbazia di Wallenstein, dove pure ricevette la visita di Napoleone Bonaparte.
L'8 ottobre 1814, l'ultimo principe-vescovo di Fulda morì e fu sepolto davanti all'altare di San Sturmio nella cattedrale barocca di Fulda, ma una cassetta d'argento contenente il suo cuore fu incastonata nel muro accanto alla tomba di San Bonifacio. Con Adalberto anche la diocesi di Fulda terminò de facto come giurisdizione ecclesiastica e venne ripristinata solo nel 1821, con la bolla pontificia Provida solersque.

## Genealogia episcopale
La genealogia episcopale è:
- Cardinale Guillaume d'Estouteville, O.S.B.Clun.
- Papa Sisto IV
- Papa Giulio II
- Cardinale Raffaele Riario
- Papa Leone X
- Papa Clemente VII
- Cardinale Antonio Sanseverino
- Cardinale Giovanni Michele Saraceni
- Papa Pio V
- Cardinale Innico d'Avalos d'Aragona, O.S.Iacobi
- Cardinale Scipione Gonzaga
- Patriarca Fabio Biondi
- Papa Urbano VIII
- Cardinale Cosimo de Torres
- Cardinale Francesco Maria Brancaccio
- Vescovo Miguel Juan Balaguer Camarasa, O.S.Io.Hier.
- Papa Alessandro VII
- Arcivescovo Massimiliano Enrico di Baviera
- Vescovo Johann Heinrich von Anethan
- Arcivescovo Anselm Franz von Ingelheim
- Vescovo Matthias Starck
- Arcivescovo Lothar Franz von Schönborn (1695)
- Vescovo Friedrich Karl von Schönborn-Buchheim
- Arcivescovo Franz Georg von Schönborn
- Arcivescovo Philipp Karl von Eltz zu Kempenich
- Arcivescovo Emmerich Joseph von Breidbach zu Bürresheim
- Vescovo Ludwig Philipp Behelm
- Arcivescovo Friedrich Karl Josef von Erthal
- Arcivescovo Karl Theodor von Dalberg
- Vescovo Adalbert von Harstall, O.S.B.